# Медаль «20 років відновлення Наукового товариства ім. Шевченка в Україні»

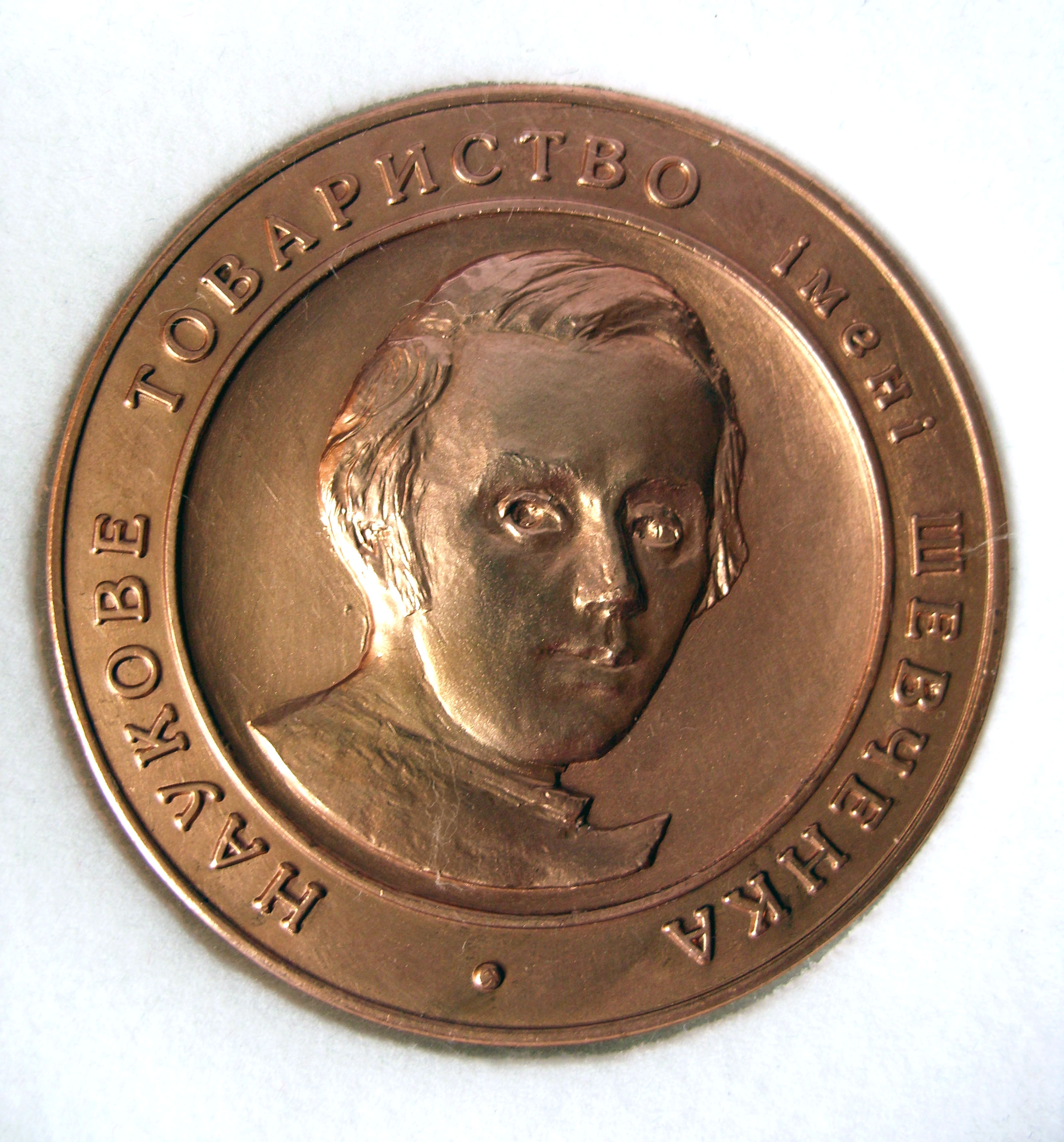
Лицевий бік медалі

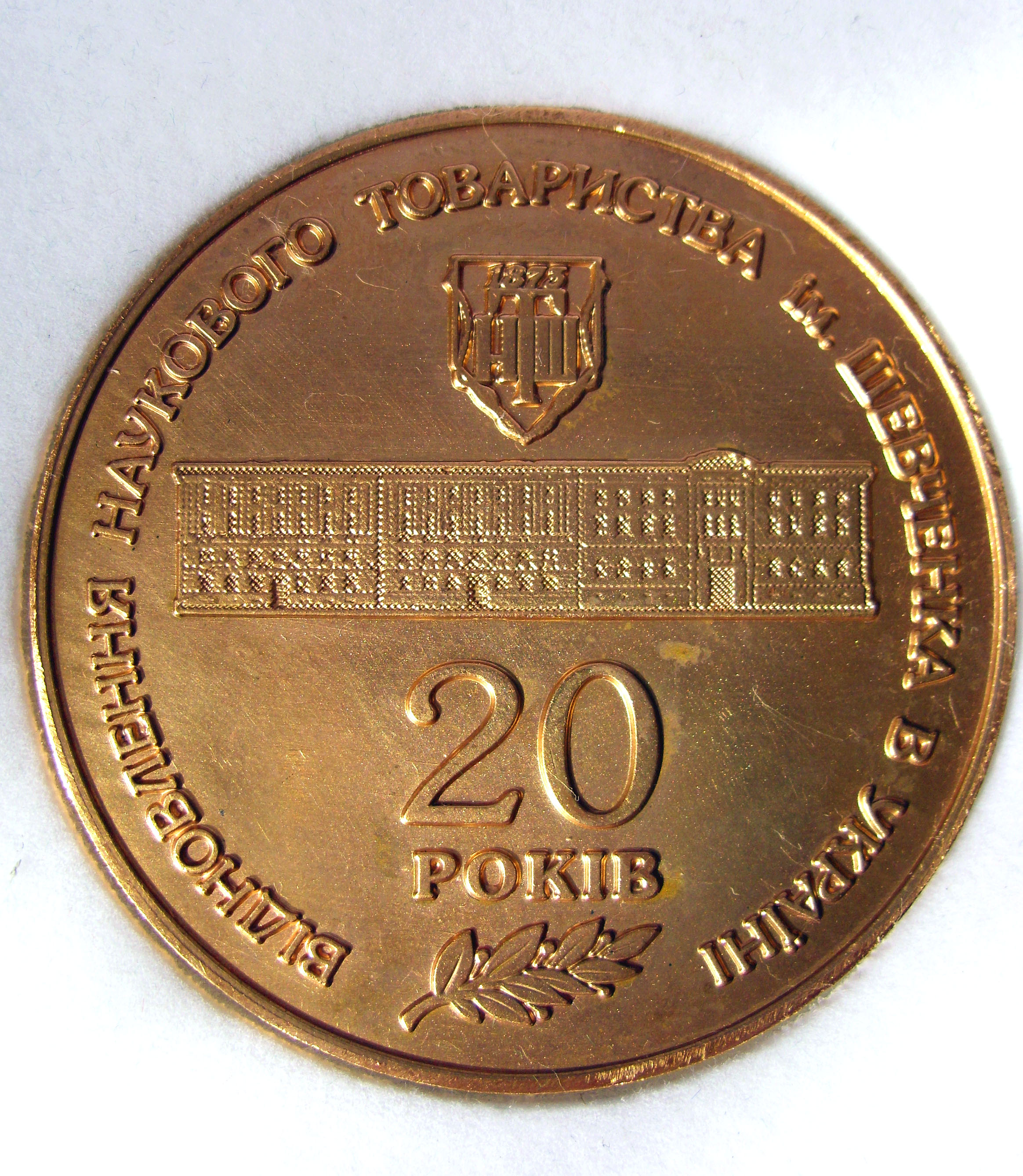
Зворотний бік медалі

Медаль «20 років відновлення Наукового товариства ім. Шевченка в Україні» — ювілейна відзнака з нагоди 20-річчя відновлення Наукового товариства ім. Шевченка в Україні. Випущена в Україні НТШ-Україна у 2009 році.
Медаллю нагороджені видатні діячі НТШ в Україні та поза її межами, які мають великий внесок у справу відновлення НТШ в Україні та розвитку організації в Україні і світі.

## Опис медалі
Медаль виготовлена з металу червоно-мідного кольору. Розміри: діаметр - 50 мм, товщина - 4,5 мм.
На лицевій стороні медалі рельєфне зображення Т.Г.Шевченка і напис по колу "Наукове товариство імені Шевченка".
На зворотній частині медалі - знак НТШ, напис «20 років відновлення Наукового товариства ім. Шевченка в Україні» і будинок НТШ у Львові.